# Marian Borkowski
Marian Borkowski (* 17. August 1934 in Pabianice) ist ein polnischer Komponist, Pianist, Musikwissenschaftler und -pädagoge.

## Ausbildung
Borkowski studierte von 1959 bis 1965 an der Musikakademie Warschau Komposition bei Kazimierz Sikorski und Klavier bei Jan Ekier und Natalia Hornowska, parallel dazu an der Universität Warschau Musikwissenschaft bei Józef Michał Chomiński (Abschluss mit Mastergrad 1966). Als Stipendiat der französischen Regierung setzte er seine Ausbildung im Fach Komposition bei Nadia Boulanger und Olivier Messiaen am Pariser Konservatorium und am Amerikanischen Konservatorium, bei Iannis Xenakis an der École Pratique des Hautes Etudes und im Fach Musikwissenschaft an der Universität von Paris bei Jacques Chailley und Barry S. Brook fort. Zugleich studierte er an der Sorbonne und am Collège de France Philosophie bei Jean Hyppolite und Jules Vuillemin. Bei den Darmstädter Ferienkursen und an der Accademia Musicale Chigiana in Siena belegte er Kurse von György Ligeti, Xenakis, Karlheinz Stockhausen und Franco Donatoni.

## Lehrtätigkeit
Ab 1968 unterrichtete er an der Musikakademie Warschau (Fryderyk-Chopin-Universität für Musik). Er war stellvertretender Dekan der Fakultät für Komposition, Dirigieren und Musiktheorie (1975–1978), Vizepräsident der Musikakademie (1978–1981 und 1987–1990), Dekan der Fakultät für Komposition, Dirigieren und Musiktheorie (1996–1999) und Leiter des Postgraduierten-Programms in den Fächern Musiktheorie (1998–2008) sowie Komposition (2000–2008). Er hatte ab 1989 eine Vollprofessur und ab 1993 den Lehrstuhl für Musiktheorie inne. Ab 1989 unterrichtete er zudem als Gastprofessor an Musikhochschulen und Universitäten in Frankreich, Italien, Kanada, den USA und Südkorea.
Von 2010 bis 2013 lehrte als Professor für Komposition an der Musikakademie „Feliks Nowowiejski“ in Bydgoszcz.
Zu seinen Schülern zählen Szymon Kawalla, Jerzy Kornowicz, Bartosz Kowalski-Banasewicz, Marcin Wierzbicki, Sławomir Zamuszko und Maciej Zieliński.

## Auszeichnungen
Borkowski gewann mit seinen Kompositionen Preise u. a. beim Wettbewerb junger Komponisten in Warschau 1966, beim Viotti-Wettbewerb 1969 in Vercelli, beim Szymanowski-Wettbewerb 1974 in Warschau und beim internationalen Wettbewerb für Komponisten Neuer Musik 1990 in New York. Er erhielt mehrere Preise des polnischen Kultusministeriums, das Silberne Verdienstkreuz der Republik Polen (1977), die Medaille der Chopin-Akademie (1981) und das Ritterkreuz des Orden Polonia Restituta (1984). Seine Kompositionen werden weltweit aufgeführt und für Rundfunk und Fernsehen aufgenommen. 

## Werke
- Dwa mazurki für Klavier (1958)
- Wariacje für Klavier (1959)
- Toccata für Klavier (1960)
- Sfere für Kammerorchester (1961)
- Sonata für Klavier (1961)
- Fragmenti für Klavier (1962)
- Visions I für Cello solo (1962)
- Preludia liryczne für Sopran und Klavier (Text: Konstanty Ildefons Gałczyński) (1962)
- Aria für Sopran und sieben Instrumente (1963)
- Aklamacje für vier Chöre, sechs Instrumentalgruppen und Orgel (1964)
- Dram für Orchester (1966)
- Epitaphium für Frauenchor und Instrumentalensemble (1968)
- Kołysanka I für gemischten Chor a cappella (1970)
- Limits für Orchester (1971)
- Kolęda dziecięca für Alt, Bariton, gemischten Chor und Orgel (Text: Józef Szczawiński) (1971)
- Selection for 5 für Kammerensemble (1972)
- Images I für Solostimme (1973)
- Comes für Kammerensemble (1974)
- Psalmus für Orgel (1975)
- Norwidiana 75 für Frauenstimme und Kammerensemble (1975)
- Images II für Streichinstrument solo (1975)
- Interludia romantyczne für Klavier (1976)
- Variant für Instrumentalensemble (1976)
- Speranza für Flöte und Klavier (1976)
- Vox na dowolny für Blasinstrument solo (1977)
- Dialoghi für zwei Klaviere (1977)
- Mont für Orchester (1978)
- Spectra für Perkussion solo (1980)
- Dynamics I für sechs Perkussionisten (1981)
- Mater mea für gemischten Chor a cappella (Text: Krzysztof Kamil Baczyński) (1982)
- Apasionante für zwei Instrumente (Streicher und Bläser) (1983)
- Avante für Geige, Tuba und Klavier (1984)
- Concerto für Streichinstrument und Orchester (1985–86)
- Pax in terra I für Frauenstimme, vier Gitarrenensemble und Röhrenglocken (1987)
- Pax in terra II für Frauenstimme, Perkussion und Orgel (1988)
- Prolog für Trompete und Orgel (1990)
- Adoramus für gemischten Chor a cappella (1991)
- Ritornel für Orchester (1992)
- Hosanna I für gemischten Chor und vier Instrumente (1993)
- Regina caeli für gemischten Chor a cappella (1995)
- Kolęda I (Aby miłość stała się) für gemischten Chor a cappella (Text: Anna Bernat und Jan Węcowski) (1995)
- Kassándra  für Frauenstimme, gemischten Chor und Orchester (1996–97)
- De profundis für gemischten Chor und Orchester (1998)
- Symfonia nr 3 – Requiem für gemischten Chor und Sinfonieorchester (1998–2011)
- Metallica für Bläserquintett (1999)
- Ave. Alleluia. Amen I für gemischten Chor a cappella (2000)
- Con-Son für Streichorchester (2001)
- Dix für Blechbläserquintett (2002)
- Visions II für Streichorchester (2003)
- Visions III für Streichquartett (2003)
- Symfonia nr 1 – Dies irae für gemischten Chor und Sinfonieorchester (2004)
- Hymnus für gemischten Chor und Sinfonieorchester (2005)
- Libera me für gemischten Chor a cappella (2005)
- Symfonia nr 2 – Hymnus für gemischten Chor und Sinfonieorchester (2005–2009)
- Sonus für Instrumentalensemble (2006)
- Pax in terra III für gemischten Chor, Streicher und Perkussion (2007)
- Lux aeterna für gemischten Chor und Sinfonieorchester (2008–2011)
- Sanctus für gemischten Chor a cappella (2009)
- Hosanna II für gemischten Chor und Sinfonieorchester (2009)
- Kolęda II (Bóg przyszedł na świat) für Bass und gemischten Chor (Text: Anna Bernat und Jan Węcowski) (2010)
- Dynamics II für sechs Perkussionisten (2010)
- Lux für gemischten Chor a cappella (2010)
- Pater noster für gemischten Chor a cappella (2011)
- Ave. Alleluia. Amen II für sechs Männerstimmen (2011)
- Cantus für sechs Saxophone (2012)
- Kołysanka II für gemischten Chor a cappella (2012)
- Gloria I für Frauenchor a cappella (2012)
- Gloria II für gemischten Chor a cappella (2012)
- Ave. Alleluia. Amen III für Vokalsextett (2013)
- Libera me II für Frauenchor a cappella (2013)
- Alleluia, 2014
- Kołysanka III – Lullaby III, 2014

## Weblink
- Website von Marian Borkowski